# 六四日記：廣場上的共和國
《六四日記：廣場上的共和國》于2009年5月在香港首次出版。这本书详细记录了六四运动的过程。作者封从德是抗议活动的学生领袖之一，他每天的日记记录了抗议期间的每项活动，包括北京大学学生抗议活动的开始、主要学生领袖的活动、重要事件，以及有关学生组织极其复杂决策的未公开故事。

## 概要
本书分为九章

### 第一章
这一章简要记录了1987年元旦在天安门广场举行的学生抗议活动。一些学生对政府于1987年12月26日颁布的“十条”感到愤怒，因为“十条”限制了人们在北京示威的自由。因此，一些学生组织了抗议活动，反对“十条”。最后，约20名大学生被捕并受到警告。月底，封从德听到胡耀邦下台的消息，并意识到胡耀邦是因为同情元旦学生的抗议活动而被迫下台的。

### 第二章
1989年4月15日，学生们对胡耀邦逝世悲痛万分。北京大学的布告栏上出现了一些悼念标语和一些激进的文字，例如“有人死了，他还活著；有人活著，他已死”。这些标语表达了两种思想。一是批判那些忽视公众需要的政府官员。二是赞扬胡耀邦在政府改革方面的努力。为悼念胡耀邦，1989年4月18日，约3000名学生聚集在天安门广场纪念碑前，部分学生发表公开演讲。与此同时，一些宪兵阻止了学生们在新华门组织的悼念活动，因为大多数外国记者当时正在那里报道此事。

### 第三章
1989年4月19日，北京大学筹备委员会成立。成员包括丁小平、封从德、熊焱、赵体国、王丹等人。其中一些成员后来在1989年的学生运动中发挥了主要作用。筹备委员会的首要任务是策划一场反对“四二零事件”的抗议活动，因为政府歪曲了事件真相，掩盖了警察殴打学生的事实。然而，由于筹备委员会成员缺乏经验，这场反对“四二零事件”的学生抗议活动缺乏组织性。

### 第四章
由于“四二零事件”的失败，北京大学筹备委员会需要改进和改组。选举后，由孔庆东、王赤英、封从德、沈彤、王丹五人组成的常委取代了筹备委员会。为了表达对政府的不满，许多学生发动罢课。学生们虽然罢课，但他们强调不会放弃学习，而是罢课去上课。

### 第五章
在王超华的提名下，封从德成为北高联的第三任主席。封从德透露，北高联的成员不允许参加任何个人新闻发布会。但王丹和吾尔开希却违反了规定，因此受到警察的监视。他们担心被逮捕，所以决定向北高联寻求保护。他们后来成为“挂名常委”，但在高自联的任何决策中都没有实际权力，他们开始躲藏几天。由于王丹和吾尔开希频繁出现在新闻报道中，外界人士总是误解他们的角色。他们认为王丹和吾尔开希是北高联的代表，拥有实际的决策权。

### 第六章
学生抗议活动持续了近一个月，政府似乎忽视了学生的诉求，学生的士气也随之下降。为了鼓舞士气，王丹和柴玲建议以更激进的方式敦促政府，并开始绝食。他们的建议没有得到北高联的批准，因为北高联认为这是一个激进且危险的决定。尽管北高联拒绝绝食，但王丹和柴玲还是在“自由论坛”（北京大学内的一个地点，人们每晚可以在这里自由发言和表达观点）公开提出了他们的建议，以寻求支持。最终，柴玲的“绝食书”产生了巨大影响，获得了群众的支持。

### 第七章
柴玲的“绝食信”公布后，1989年5月13日，约有800名学生来到广场绝食。许多绝食者晕倒，其中包括柴玲和吾尔开希等学生领袖。在学生抗议的压力下，李鹏组织与一些学生领袖进行了谈话。封从德批评这次谈话，因为谈话没有现场录像，而且所有报纸都没有完整报道。封从德还批评了吾尔开希在谈话中的表现，因为吾尔开希反复说“学生领袖和学联无能为力，广场上的学生是民主进程的衍生品”。冯指出，吾尔开希给了政府使用武力的借口，因为“学生领袖没有能力控制学生的行为”。

### 第八章
广场指挥部因账簿杂乱无章而面临财政困难。由于绝食似乎不太有效，一些学生领袖开始讨论撤离广场的问题。李录建议进行投票，让广场上的学生来决定这个问题。最终，97%的学生投票决定无限期地留在那里。不久后，传出了有关镇压的传言。因此，北高联给了学生领袖一千元人民币作为撤离费。

### 第九章
在6月4日的军事镇压过程中，有人目睹11名学生被坦克碾死。然而，美国之音报道称有2700人死亡。封从德对这一数字的真实性表示怀疑，因为死亡人数是在清场后立即公布的。抗议活动结束后，冯从德和柴玲在北京大学筹备委员会的资助下逃离了中国。